# Grendawa (gmina)
Gmina Grendawa (lit. Grendavės seniūnija) – gmina w rejonie trockim okręgu wileńskiego na Litwie. Ośrodkiem administracji jest wieś Grendawa.